# Stade Marseillais Université Club
Lo Stade Marseillais Université Club è una società polisportiva francese con sede a Marsiglia.

## Storia
La società fu fondata nel 1923 dalla fusione di due club sportivi marsigliesi, lo Sports Marseillais Université Club e lo Stade Marseillais.

## Sezioni
Inizialmente la polisportiva era attiva nell'atletica leggera, nel calcio e nel rugby.
Nel 1928 si aggiunse la squadra di pallacanestro maschile, affiancata nel 1934 da quella femminile.
Le squadre di pallamano cominciarono l'attività negli anni 1940. La formazione maschile ha vinto cinque volte la Division 1 francese, ed è la squadra più titolata della polisportiva.
Nel 1953 nacquero le squadre di pallavolo maschile e femminile.